# Huguette Tanguay O'Neil
Pour les articles homonymes, voir Huguette, Tanguay et O'Neil.
Huguette Tanguay O'Neil est une journaliste, écrivaine et poétesse québécoise née à Québec en 1936.

## Biographie
Sa carrière de journaliste a débuté en 1967 à L'Hebdo de Sherbrooke. Par la suite, elle a rédigé des articles à la pige pour des quotidiens et magazines, tels Le Devoir, La Presse, Le Soleil, La Tribune, Maclean's, L'Actualité et Châtelaine.
En 1992, elle publie le livre autobiographique Belle-Moue consacré à la vie de sa mère,
Elle fait paraître en 1996 le roman Fascinante Nelly.

## Honneurs
- 1992 : Prix Gaston-Gouin, Belle-Moue
- 1993 : Prix littéraire Juge-Lemay